# ザ・シンフォニーホール
1. ホール内観（ステージ側）
2. ホール内観（客席側） 等

ザ・シンフォニーホール (The Symphony Hall) は、大阪府大阪市北区大淀南2丁目にある、日本初のクラシック音楽コンサート専用ホール。朝日放送（ABC、現：朝日放送グループホールディングス）創立30周年記念事業の一環として建設された。音響の面で国内外から高い評価を受けている。
1982年の開館時より、朝日放送が2012年9月下旬まで保有し、2013年末まで運営してきたが、2014年に入ってからすぐ、大阪を拠点に専門学校を全国展開する滋慶学園グループが立ち上げた子会社「株式会社ザ・シンフォニーホール」に完全移管、現在に至っている。

## 概要
本施設は、朝日放送開局30周年記念事業の一つして、1982年に「世界一美しい響き」を目標に、満席時残響2秒となる先進音響技術を導入して設計・建設された。日本初のクラシックコンサート専用ホールであり、1980年代後半から全国に順次建設されていった同類施設の先駆け的存在となっている。
ホール内部はステージを囲むように4面に客席を配するアリーナ形式のシューボックス型配置で造られており、ステージ背面の客席の背後にはパイプオルガンを備えている。
このホールの傑出した音響効果については、かつて指揮者のヘルベルト・フォン・カラヤンも、1984年に自らの手兵だったベルリン・フィルを引き連れてここで来日公演を開いた際、「ウィーン楽友協会大ホールに比肩するほどの音響」と絶賛している。
こけら落としとして朝比奈隆指揮の大阪フィルハーモニー交響楽団によるワーグナー作曲「ニュルンベルクのマイスタージンガー」前奏曲等の演奏が行われ、以降、現在に至るまで、日本を代表するコンサートホールの一つとして、ベルリン・フィルハーモニー管弦楽団やウィーン・フィルハーモニー管弦楽団などの海外主要オーケストラや、マウリツィオ・ポリーニやヨーヨー・マなどの、世界的に著名なアーティスト個人および団体の関西圏また西日本における来日公演会場として使われてきている。
開館から2年後の1984年に、第25回BCS賞を受賞した他、2002年には企業メセナ協議会のメセナ大賞も受賞している。BCS賞に関しては、かつて当ホールと共に「ABCセンター」（後述）内に建ち並んでいたABC本社社屋と大阪タワーも受賞している（1968年・第9回）。

## 施設

### ホール仕様
音響を優先し、座席数は1704席に抑えられている。
座席配置は正面と左右両側面とを合わせて3層にわたっており、加えてステージ側方や後方にも座席が配置されるアリーナ・シアター形式となっている。ステージ背後の壁面にはスイスのクーン社製パイプオルガン（3段鍵盤・54ストップ・パイプ数3732本）が設置されている。
ホール内部には通信機能抑止装置（ジャミング装置）も導入されており、これによって携帯電話などの通信端末のホール内部での使用を抑制している。

### 館内
本施設の1階にはプレイガイドなどが設置されている他、2階については、朝日放送からの完全移管に備えてリニューアル工事を公演の合間を縫って実施してきた結果、椅子席も備えたティーラウンジの他、新たに「ザ・シンフォニー・ショップ (The Symphony Shop)」と呼称された、本施設ロゴ入りオリジナルグッズ群を販売するコーナーが設けられている。
このうち1階に設けられているプレイガイドは本施設で催される公演の入場者のみ立入可能な区域に所在するため、公演当日の公演入場者以外および公演の行われていない日に関しては、本施設北側の楽屋口内に設置されている「ザ・シンフォニー チケットセンター」窓口での購入を案内している。
なお、3階以上がホール客席となっているが、一番下層階（つまり建物としては3階）の座席を1階席、その上を2階席・3階席と呼び習わしている。このうち、ステージ側方にある2・3階席はステージ全体を見ることが困難な席が存在し、特に3階の後ろの席は普通に着席した状態ではステージの3分の1しか見ることができない席も存在し、最も安価なチケット用に充当されるのが通例である。
ステージ後方の席は、普通に着席した状態ではステージの最後方が見えないが、指揮者の表情がはっきり見え、ピアノ曲の場合はピアノ演奏者の手元がはっきり見える席も存在する。ステージ全体が見えないため、管弦楽曲や協奏曲の場合は最高額のチケットには充当されないが、この席を好むファンも存在する。

## ザ・シンフォニーホール・アワー（ラジオ番組）
ABCラジオで毎週日曜日の早朝に放送中。過去に当ホールで開かれたコンサートのダイジェスト音源を随時流しているほか、コンサートの指揮・出演者に対するインタビューや、今後開催する予定のコンサート情報などを放送している。
2013年3月31日までは、5代目桂米團治と角野啓子（フリーアナウンサー）を案内役として、毎週日曜日の7:15 - 7:55に放送。当ホールをはじめ、近隣にあった旧ABCセンターの施設（大阪タワーなど）の設計・施工を手がけた大成建設が、長らくスポンサーに付いていた。
角野は25年、米團治は桂小米朝を名乗っていた時期から22年半にわたって出演を続けたが、2013年4月7日放送分からリニューアルを実施。放送枠を毎週日曜日の7:05 - 7:35に変更するとともに、クラシック音楽に造詣の深い堀江政生（ABCアナウンサー）を案内役に起用したことから、番組タイトルを『堀江政生のザ・シンフォニーホールアワー』に改めた。また、当ホールの所有権が2012年9月28日付で朝日放送から学校法人滋慶学園グループに譲渡されたこと（後述）を受けて、同グループの単独提供番組になった。なお、朝日放送が当ホールを「ザ・シンフォニーホール」（滋慶学園のグループ会社）へ完全に移管した2014年1月以降も放送を継続。2022年4月3日からは、前週（3月27日）まで7:00 - 7:05に編成されていた『ABCニュース』・『ABC天気予報』のセット放送枠を8:55 - 9:00へ移動したことに伴って、『ザ・シンフォニーアワー』の放送時間を7:00 - 7:30に変更している（前週からの5分繰り上げで放送枠をスライド）。
ちなみに、「ザ・シンフォニーホール」は、2017年10月改編からABCラジオで放送されている『感度良好!中野涼子です』でも、「政生's クラシック」（堀江が進行役を務めるコーナー）のスポンサーに付いている。また、堀江は2024年3月31日（『ザ・シンフォニーホールアワー』の2023年度最終放送日でもあった日曜日）に朝日放送グループの正社員定年（60歳）を迎えたものの、翌4月以降も「（嘱託扱いの）シニアアナウンサー」として同番組や『感度良好!中野涼子です』への出演を続けている。

## 施設事情（主にアーティスト側の視点から）
前述の通り音響面を優先して座席数は1704席に抑えられている他、舞台上に大道具・小道具類を揃えたりする必要のあるバレエやオペラの公演は仕様上不可能となっている。ただし、大道具・小道具類を伴わない演奏会形式によるオペラ作品の上演は可能である。
このため、国内外の著名な歌劇団やバレエ団が大阪において人員や衣装類、大・小道具類なども伴って公演（引っ越し公演）を行う際には、大阪市の都心部に所在するフェスティバルホールを選択している。フェスティバルホールが建て替え中の2009年から2013年4月初頭までは、隣県の兵庫県立芸術文化センターなどを使用していた。
このフェスティバルホールはまた、本施設と比べて収容能力が大きい一方で、残響時間こそ本施設と比べて若干短いものの特性的に高く評価されていたこともあって、前述の歌劇団・バレエ団のみならず、世界的にも著名なクラシック音楽系統アーティスト個人あるいは団体の中には、大阪における来日公演の会場として、本施設ではなくフェスティバルホールを選択するものも存在する（例えばウィーン・フィルなど）。
加えて、同じく大阪市内には、本施設より一回り小さいものの、同じくクラシック音楽系コンサートに特化した造りが為されているいずみホールが存在する他、最近では関西圏内においても、京都市内に京都コンサートホール、兵庫県西宮市に兵庫県立芸術文化センターといった当ホールと同様にクラシック音楽系統コンサートに本格対応した文化施設が誕生してきている。
ことに京都コンサートホールや兵庫県立芸術文化センターに関しては収容能力において本施設を上回っていることなどから、関西圏における来日公演の会場として本施設ではなく先述の京都と兵庫の両施設のうちの何れかを使用する海外アーティスト（個人あるいは団体）も現れてきている。

## 施設の完全移管
本施設が移管される前の2004年12月22日、朝日放送は赤字縮小に向けてホール命名権の売却を視野に入れていることを明らかにした。主催公演では高い集客率で黒字であるものの、貸館事業が赤字となっていることがその理由とされたが、なかなか実現に向けて踏み出せずにいた。
そのような中、その朝日放送が2012年3月29日、音楽やダンス、映像制作、医療などの専門学校を運営する学校法人滋慶学園グループ傘下の株式会社滋慶に当ホールを譲渡することを発表した。これを受けて滋慶は4月17日に運営子会社「株式会社ザ・シンフォニーホール」を新たに設立、当該子会社にホールを譲渡・運営させることとし、5月11日に朝日放送との間で譲渡契約を締結、9月28日付けで売却された。ただしその譲渡契約と同時に賃貸借契約も交わされ、これによりホール自体は、2013年12月末日までの期限付きながら、朝日放送が「株式会社ザ・シンフォニーホール」からホールを借用して運営を継続するという、いわば上下分離方式により存続されることになっているため、譲渡発表時点において予定として既に組まれていた公演等への影響はないと朝日放送側は表明した。
そして2013年いっぱいで本施設は朝日放送から滋慶学園グループの子会社「ザ・シンフォニーホール」に完全移管された。
移管後の2014年1月5日、これを記念すべく滋慶学園グループが「ザ・シンフォニー2014キックオフコンサート」を開催、司会進行役として前述「ザ・シンフォニーホール・アワー」の現パーソナリティであるABCアナウンサー・堀江政生が登場し、本施設を譲受した滋慶学園グループの総長・浮舟邦彦などグループ首脳陣が挨拶に立った。
本施設売却に関して朝日放送は、帳簿価格23億4500万円に対し譲渡価格は5億7900万円と大きく下回ることになったことから、2012年3月期決算で18億2600万円の減損処理を実行、これに対し滋慶側は本施設について、演奏家や音楽機材エンジニアの育成に活用したいとの考えを表明した。

## その他特記事項
- 繁華街梅田の徒歩圏内に所在しており、かつては隣接地に朝日放送の本社などが建ち並び、当ホールを含めた一帯を「ABCセンター」と呼称されることがあったが、2008年5月に朝日放送本社が福島区内に移転、かつて「ABCセンター」内に建ち並んでいた建物は当ホールを除いて全て解体された。
- 朝日放送初の自社制作深夜アニメ『ガラスの艦隊』第8話の“ういごの儀式”で流されたパイプオルガンの演奏は同ホールにて行われた。

## 所在地・アクセス
〒531-0075
大阪府大阪市北区大淀南2丁目3番3号
- JR大阪環状線 福島駅 徒歩約7分
- 阪神本線 福島駅 徒歩約10分
- JR東西線 新福島駅 徒歩約10分
- 京阪中之島線 中之島駅 徒歩約15分（6番出口より。コンコースが長いため、ホームからは20分程度見ておくことが望ましい）
- 阪神本線 梅田駅 徒歩約15分
- JR大阪駅 徒歩約15分
  - 大阪駅前の大阪シティバス8番乗り場から59号系統北港ヨットハーバー行で「福島七丁目」下車、徒歩2分。または、同駅前12番乗り場（御堂筋口ガード下）から41号系統榎木橋行（1時間に1本程度）で「大淀南一丁目」下車、徒歩1分。なお、2020年7月19日までは阪急バスも大阪駅から大淀南一丁目まで利用できたが廃止となった[14]。
- 阪急神戸本線・宝塚本線 十三駅
  - 大阪シティバス「十三駅東口」から41号系統大阪駅前行で「大淀南一丁目」下車、徒歩1分。または、「十三」から39号系統野田阪神前行で「福島七丁目」下車、徒歩2分。
- JR新大阪駅
  - 大阪シティバス「新大阪駅東口」から41号系統大阪駅前行で「大淀南一丁目」下車、徒歩1分。または、「新大阪駅北口」から39号系統野田阪神前行で「福島七丁目」下車、徒歩2分。

両路線とも便数は少ないながら、東海道・山陽新幹線を利用しての来館時にも便利である（特定都区市内制度の適用を受けている場合は当館最寄JR駅となる福島駅まで別途運賃の負担なく乗車可能であるが、バスを利用すると乗り継ぎ回数が一度で済む）。

## 関連書籍
- 三上泰生『残響2秒 : ザ・シンフォニーホールの誕生』大阪書籍〈朝日カルチャーVブックス〉、1983年12月。ISBN 4-7548-1805-9。ISBN 978-4-7548-1805-0。